# Aloe fibrosa
Aloe fibrosa ist eine Pflanzenart der Gattung der Aloen in der Unterfamilie der Affodillgewächse (Asphodeloideae). Das Artepitheton fibrosa stammt aus dem Lateinischen, bedeutet ‚faserig‘ und verweist auf das Vorhandensein von Blattfasern.

## Beschreibung

### Vegetative Merkmale
Aloe fibrosa wächst stammbildend und verzweigt von der Basis aus. Aufrechte Stämme sind bis zu 2 Meter lang und weisen einen Durchmesser von 3 Zentimeter auf. Werden sie von der Umgebungsvegetation gestützt werden sie länger, sind sie niederliegend erreichen sie eine Länge von bis zu 2,5 Meter. Die Stämme sind mit den Resten toter Blätter bedeckt. Die lanzettlich-spitzen Laubblätter sind entlang der Stämme zerstreut angeordnet. Die leuchtend grüne, gelegentlich rötlich überhauchte Blattspreite ist 30 bis 35 Zentimeter lang und 3 bis 6 Zentimeter breit. Auf jungen Trieben befinden sich einige wenige Flecken. Die festen, braun gespitzten Zähne am Blattrand sind 3 bis 4 Millimeter lang und stehen 15 bis 17 Millimeter voneinander entfernt. Vor allem an der Blattbasis und den Blattscheiden sind im Innengewebe Fasern vorhanden.

### Blütenstände und Blüten
Der Blütenstand ist einfach oder weist ein bis zwei Zweige auf. Er erreicht eine Länge von bis zu 100 Zentimeter. Die dichten, konisch-zylindrischen Trauben sind 10 bis 20 Zentimeter lang und 10 Zentimeter breit. Die weißlichen, eiförmigen Brakteen weisen eine Länge von 12 bis 18 Millimeter auf und sind 7 Millimeter breit. Im Knospenstadium sind sie ziegelförmig angeordnet. Die orangeroten Blüten sind an ihrer Mündung gelblich und stehen an 20 bis 25 Millimeter langen Blütenstielen. Die Blüten sind 30 bis 35 Millimeter lang und an ihrer Basis gestutzt. Auf Höhe des Fruchtknotens weisen die Blüten einen Durchmesser von 8 bis 9 Millimeter auf. Darüber sind sie auf 5 Millimeter verengt und schließlich zur Mündung auf 9 bis 10 Millimeter erweitert. Ihre äußeren Perigonblätter sind auf einer Länge von etwa 10 bis 11 Millimetern nicht miteinander verwachsen. Die Staubblätter und der Griffel ragen etwa 1 Millimeter aus der Blüte heraus.

## Systematik und Verbreitung
Aloe fibrosa ist in Kenia und Tansania auf felsigen Hängen mit dichtem Strauchwerk in Höhen von 1500 bis 2000 Metern verbreitet.
Die Erstbeschreibung durch John Jacob Lavranos und Leonard Eric Newton wurde 1976 veröffentlicht.

## Nachweise